# 王善荃

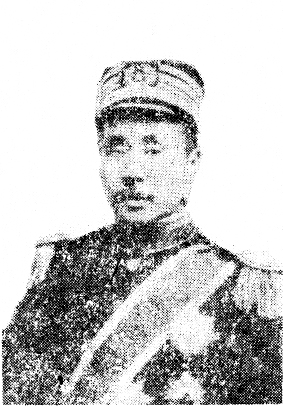

王善荃（1869年—1923年），安徽庐江县人，清朝及中华民国官员。

## 生平
王善荃是清朝拔贡。他曾参与设立茶磁赛会公司以参加1904年世界博览会。光绪二十八年十二月十七日（1902年），候補知府王善荃等人向清朝外务部呈递《創辦茶磁公司屆期運赴美國賽會懇批准發給文憑並請咨南洋大臣保護附呈專辦出洋茶磁賽會章程由》。光绪二十九年（1903年），茶磁赛会公司准备運貨赴美国参加賽會（1904年世界博览会），王善荃遂向清朝外务部申请发给护照并照章保护。
光緖三十一年七月（1905年）到光緖三十一年十二月（1906年），王善荃任内城工巡总局总监督。光绪三十三年九月（1907年）至宣统三年六月（1911年），他任外城巡警总厅厅丞。宣统三年六月（1911年）至宣统三年十二月，他任内城巡警总厅厅丞。中华民国成立后，他继续任内城巡警总厅厅丞，任至1912年4月13日辞任。
1908年，国会请愿运动高涨，7月3日，梁启超的政闻社致电军机处宪政编查馆，请求限期三年召开国会。并鼓动王善荃奏请“颁发明诏，定期三年，召集国会。”7月10日，巡警厅丞王善荃上疏请求三年内召开国会。后来清政府于1908年8月下令查禁政闻社，一时大有株连之势。善耆接受了其幕僚王善荃等人所说的“朝廷以立宪号召天下”，所以不能“以闻政为罪”的主张，决定采取不株连的态度。善耆还致电各省总督和巡抚，嘱咐他们不要大肆镇压，此事遂获得缓和。 
中华民国成立后，1912年他参加了国民共进会，后来该会于8月同其他党派组成国民党，他任国民党参议。
1915年4月27日，他任福建闽海道尹。其间，1917年7月31日，他署理福建省政务厅长。1920年他去职。此后，他转赴安徽省工作。1921年11月8日，他任安徽省会警察厅长，兼任全省警务处长，任职至1923年3月6日。1921年9月许世英任安徽省省长后，于同年12月26日在安庆组建安徽省道局，任命警务处处长王善荃兼任局长。1923年2月2日，黎元洪免去许世英安徽省长的职务，改任许世英为航空署督办。许世英卸任后寓居天津，委托警务处长王善荃代拆代引。
1923年，王善荃因意外爆炸而殉职。享年54岁。